# Синкраю-де-Муреш
Синкраю-де-Муреш (рум. Sâncraiu de Mureș, венг. Marosszentkirály) — муниципия жудеца Муреш в регионе Трансильвания, Румынии.
Расположен в долине реки Муреш на Трансильванском плато в двух км к западу от административного центра жудеца Тыргу-Муреш на высоте 309  м. Площадь — 20,57  км².

## Этимология
Названия на румынском, венгерском и немецком языках переводятся как
«Святой король на реке Муреш»

## Население
Население на 10.01.2021 года составляло 10 403 жителя. Плотность населения — 506 жителей на км².

## Демография
Здесь проживает этнически смешанное население. Согласно переписи 2011 года, его население составляло 7275 человек, из которых 64,52 % или 4694 человека были румынами, а 30,81 % или 2242 человека — венграми.

## История
Впервые упоминается в документе 1293 года. Монастырь паулинов в городе был распущен после Реформации, а его камни были использованы при строительстве укреплённой церкви в Тыргу-Муреше в 1610 году
История города, как и всей Трансильвании, определялась Венгерским королевством, Княжеством Трансильвания и, с конца XVII века, Габсбургской монархией, позже Венгрией, а затем Румынией.

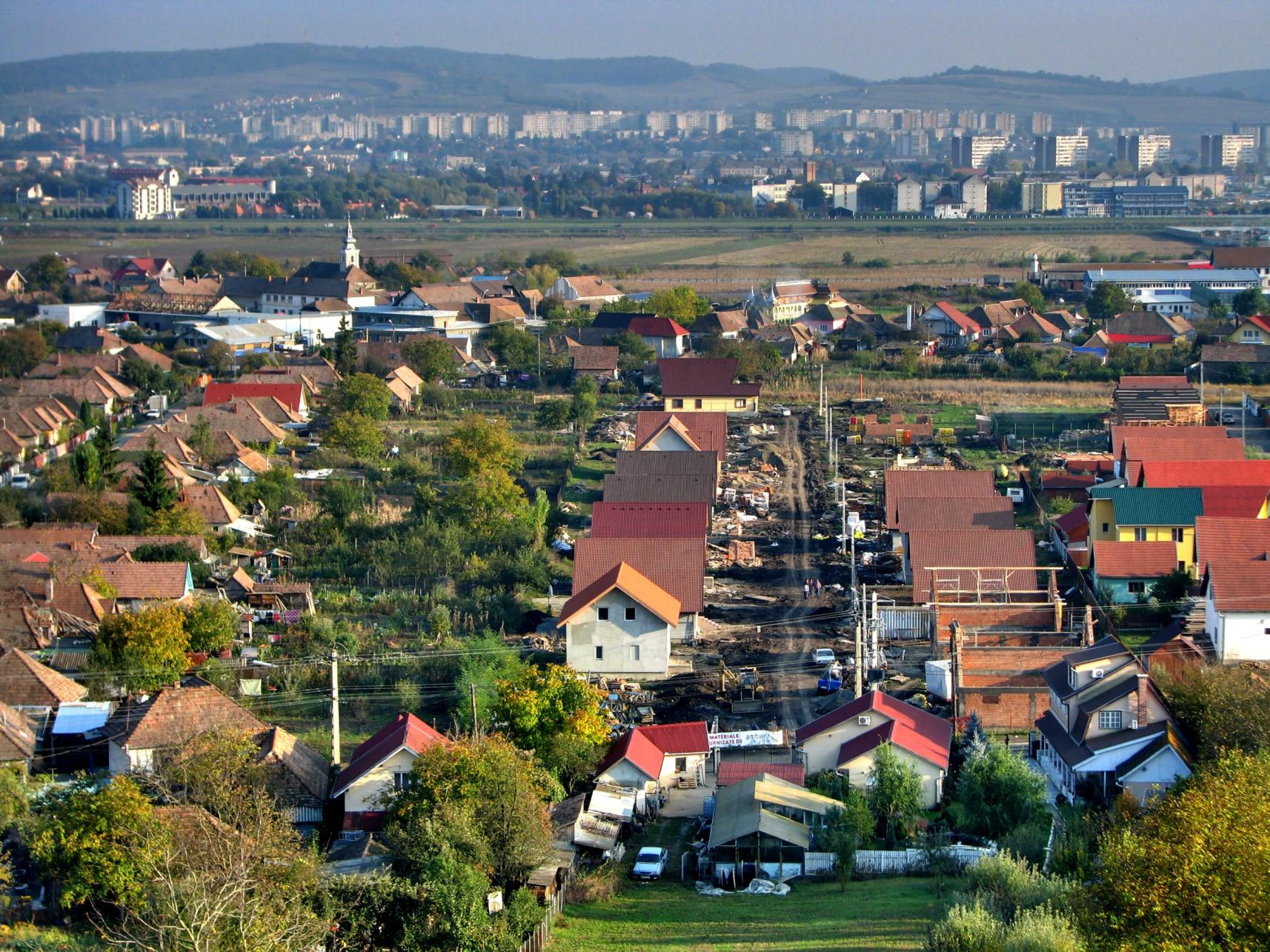
Панорама
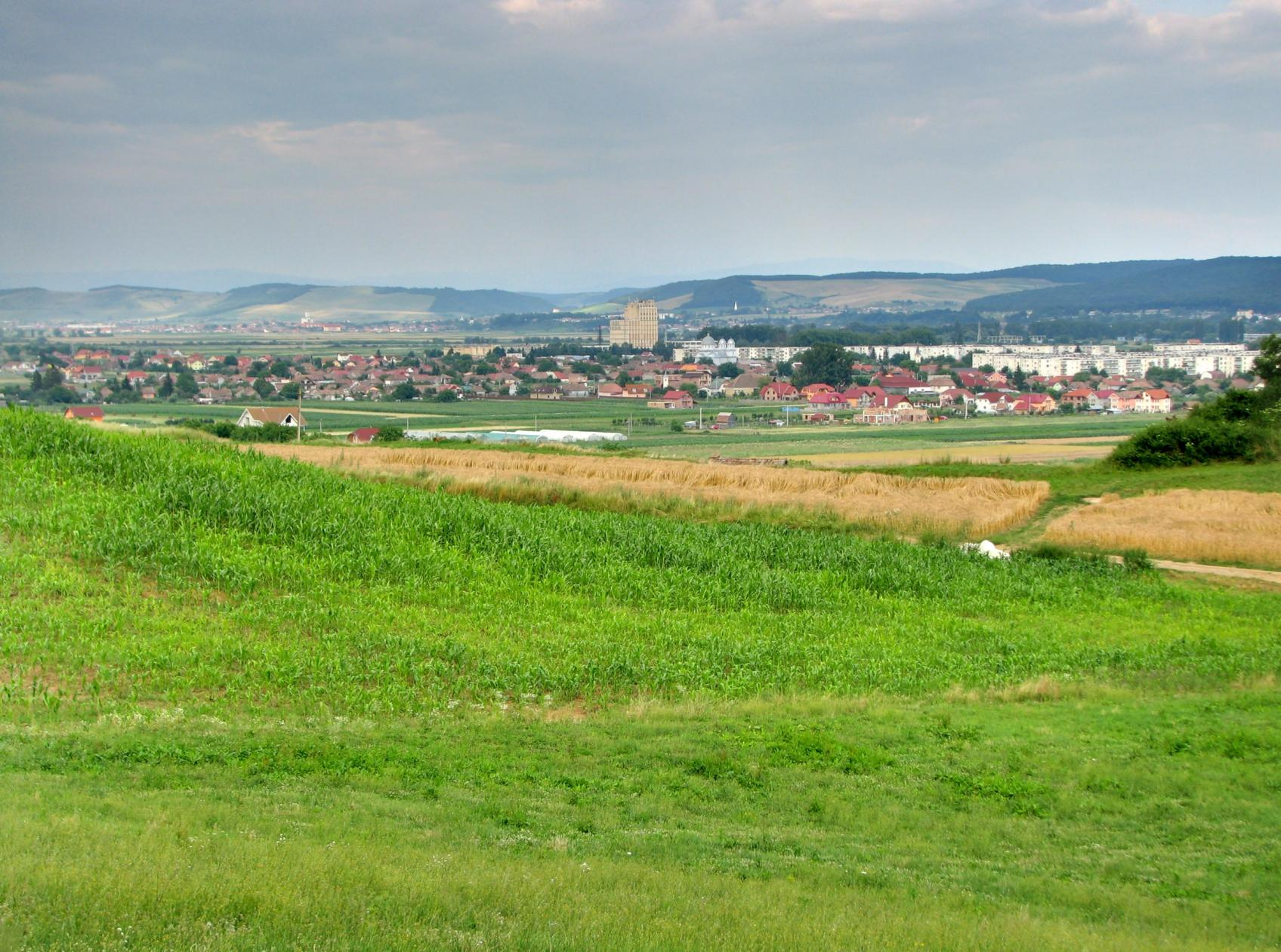
Общий вид
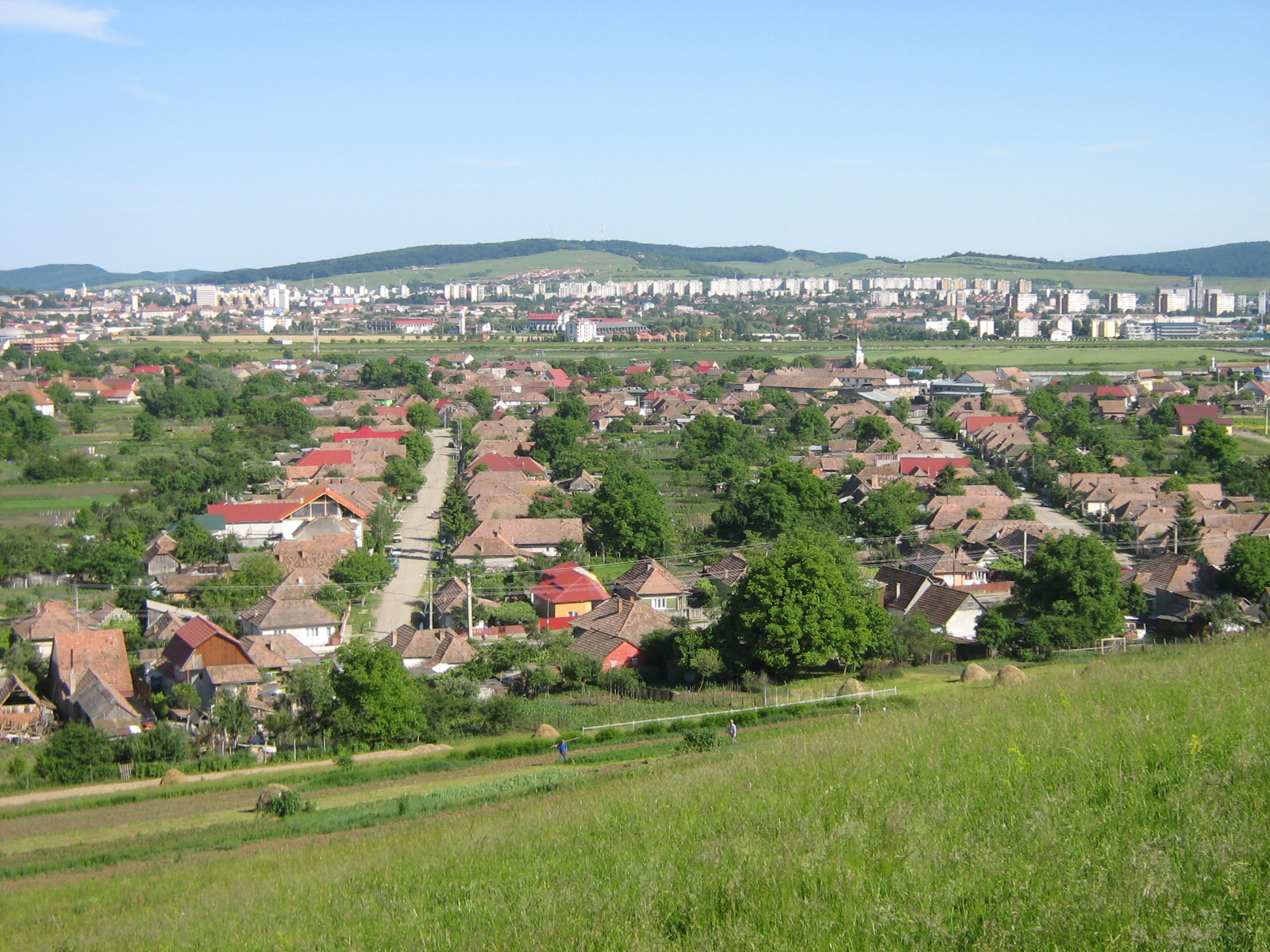
Вид на Синкраю-де-Муреш (Тыргу-Муреш на заднем плане)
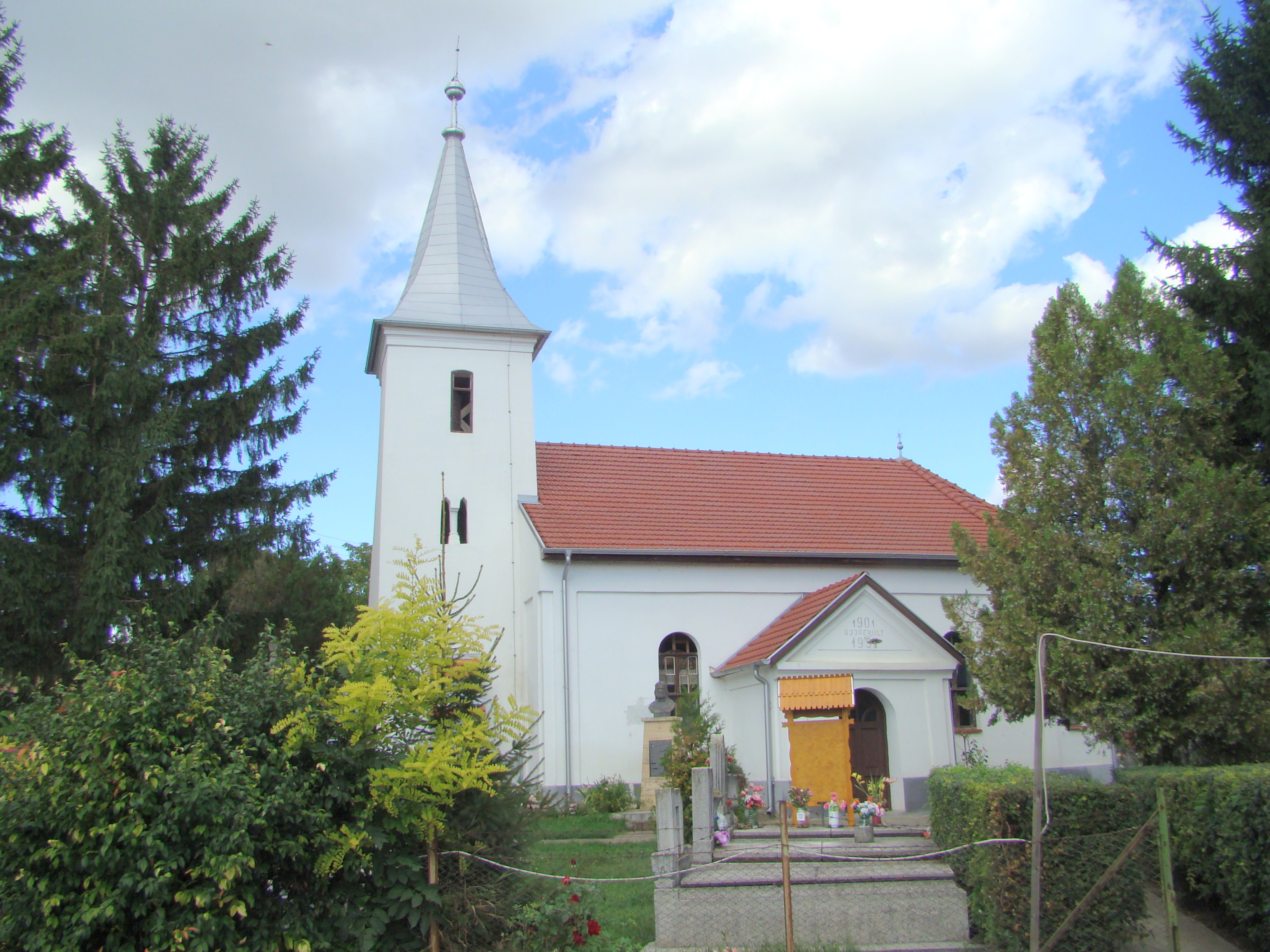
Реформатская церковь
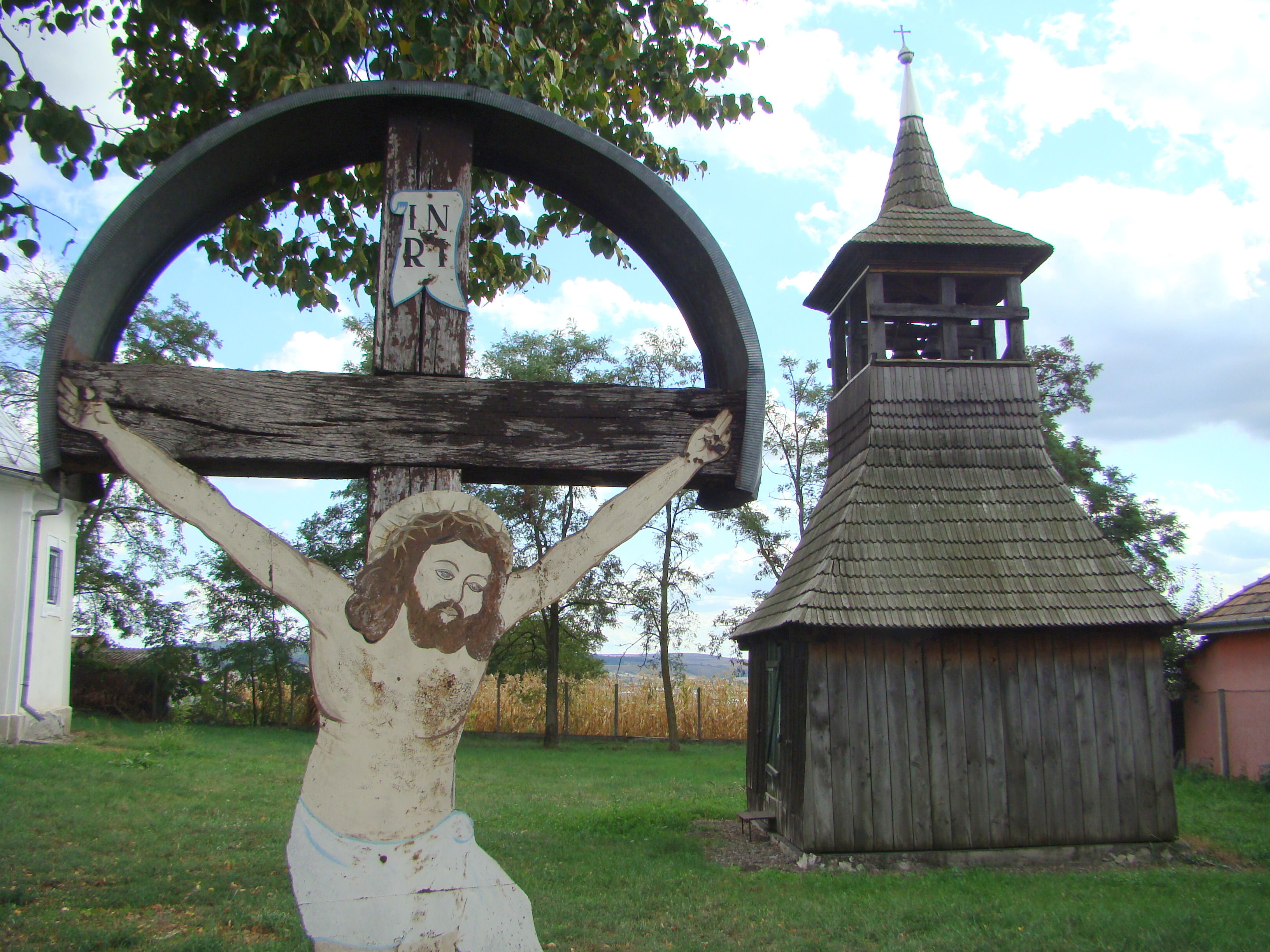
Колокольня католической церкви в Синкраю-де-Муреш
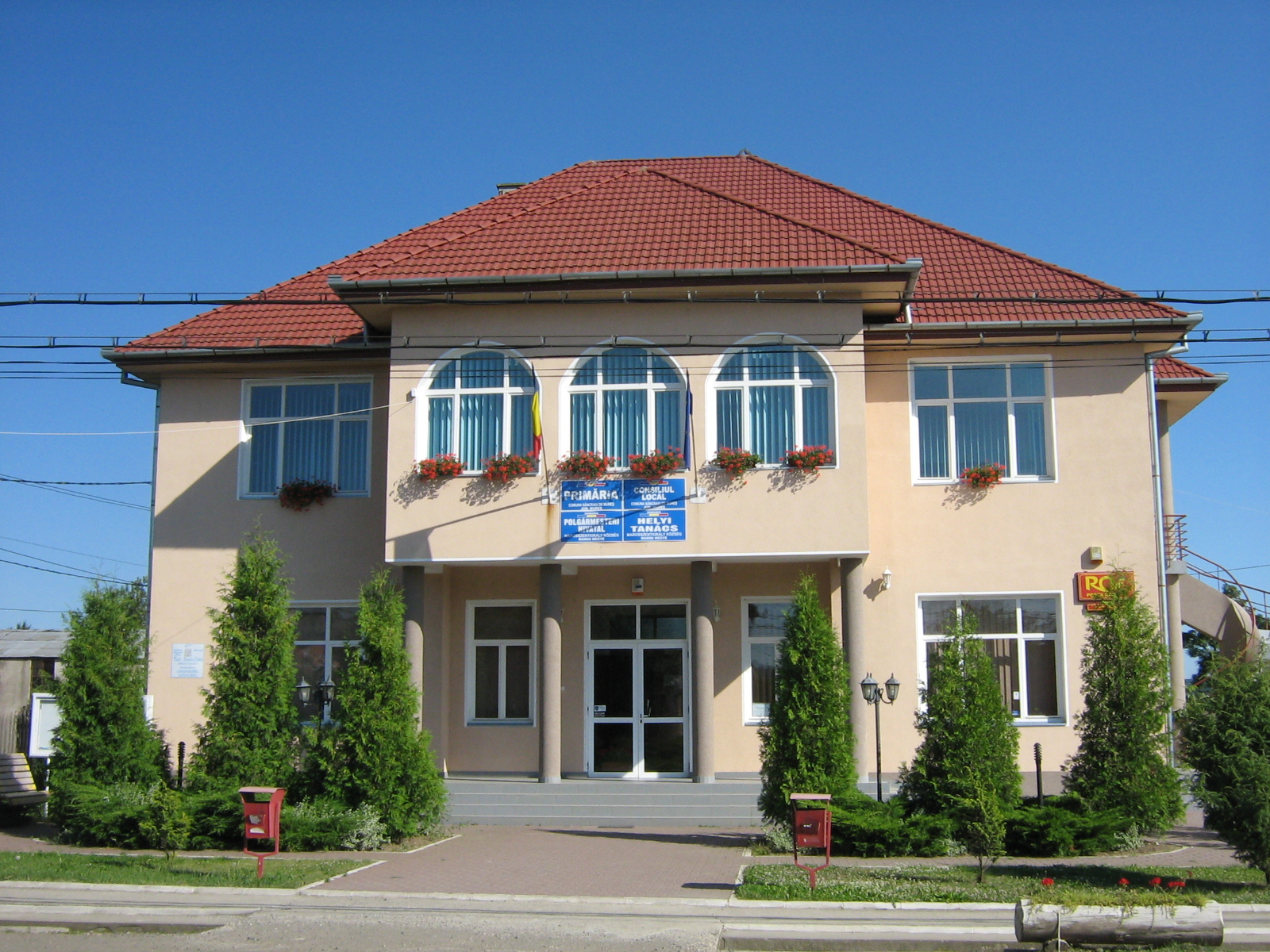
Ратуша